# Microregiunea Dorog
Microregiunea Dorog (în maghiară Dorogi kistérség) a fost o microregiune statistică (kistérség) din județul Komárom-Esztergom, Ungaria.
Cu o populație de 39.239 locuitori și o suprafață de 232,57 km2, aceasta a existat până în 2014, când în Ungaria, microregiunile ”kistérségek” au fost înlocuite de districte (járások).